# Златовежда овесарка
Златовежда овесарка (Emberiza chrysophrys) е вид птица от семейство Овесаркови (Emberizidae).

## Разпространение и местообитание
Разпространен е в Китай, Монголия, Русия, Северна Корея, Южна Корея и Япония.